# Caranx heberi
Caranx heberi är en fiskart som först beskrevs av Bennett, 1830.  Caranx heberi ingår i släktet Caranx och familjen taggmakrillfiskar. Inga underarter finns listade.